# Chazuta
Chazuta es una localidad peruana, capital del distrito homónimo ubicado en la provincia de San Martín en el Norte del departamento de San Martín. Se encuentra a orillas del río Huallaga a 179 m s.n.m.
y tenía una población de 3712 habitantes en 1993. La localidad es conocida por su cerámica declarada Patrimonio Cultural de la Nación; destacan las mocahuas, tinajas y tiestos coloristas con motivos geométricos. El cultivo más abundante de la zona es el cacao. El pueblo también tiene tradición ayahuasquera, como Guillermo Ojamana o Aquilino Chujandama, en su centro de Urku Runa; ambos trabajaron para Takiwasi. El pueblo alberga la comunidad quechua de Llucanayacu, en la que destaca el tambo cultural Yachay Wasi, hecho con barro amasado con los pies descalzos de sus mujeres.

## Clima
| Parámetros climáticos promedio de Chazuta | Parámetros climáticos promedio de Chazuta | Parámetros climáticos promedio de Chazuta | Parámetros climáticos promedio de Chazuta | Parámetros climáticos promedio de Chazuta | Parámetros climáticos promedio de Chazuta | Parámetros climáticos promedio de Chazuta | Parámetros climáticos promedio de Chazuta | Parámetros climáticos promedio de Chazuta | Parámetros climáticos promedio de Chazuta | Parámetros climáticos promedio de Chazuta | Parámetros climáticos promedio de Chazuta | Parámetros climáticos promedio de Chazuta | Parámetros climáticos promedio de Chazuta |
| Mes                                       | Ene.                                      | Feb.                                      | Mar.                                      | Abr.                                      | May.                                      | Jun.                                      | Jul.                                      | Ago.                                      | Sep.                                      | Oct.                                      | Nov.                                      | Dic.                                      | Anual                                     |
| ----------------------------------------- | ----------------------------------------- | ----------------------------------------- | ----------------------------------------- | ----------------------------------------- | ----------------------------------------- | ----------------------------------------- | ----------------------------------------- | ----------------------------------------- | ----------------------------------------- | ----------------------------------------- | ----------------------------------------- | ----------------------------------------- | ----------------------------------------- |
| Temp. máx. media (°C)                     | 32                                        | 31                                        | 31                                        | 32                                        | 32                                        | 30                                        | 31                                        | 32                                        | 33                                        | 32                                        | 32                                        | 32                                        | 31.7                                      |
| Temp. mín. media (°C)                     | 22                                        | 22                                        | 22                                        | 22                                        | 22                                        | 20                                        | 19                                        | 20                                        | 21                                        | 22                                        | 22                                        | 22                                        | 21.3                                      |
| Fuente: Accuweather                       |                                           |                                           |                                           |                                           |                                           |                                           |                                           |                                           |                                           |                                           |                                           |                                           |                                           |